# Hope Hicks

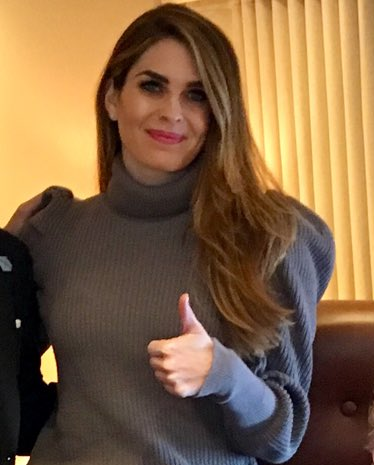
Hope Hicks an Bord der Air Force One (2017)

Hope Charlotte Hicks (* 21. Oktober 1988 in Greenwich, Connecticut) ist ein US-amerikanisches Model und PR-Beraterin. Sie war von Januar bis September 2017 Direktorin für strategische Kommunikation und von August 2017 bis April 2018 Kommunikationsdirektorin des Weißen Hauses unter Präsident Donald Trump. Am 28. Februar 2018 teilte Präsidentensprecherin Sarah Sanders mit, Hicks werde in den nächsten Wochen ihr Amt niederlegen. Diese verließ das Weiße Haus einen Monat später. Seit Anfang 2019 war Hicks bei 21st Century Fox, zu dem auch der Fox News Channel gehört, Leiterin der Abteilung Öffentlichkeitsarbeit. Am 9. März 2020 wurde sie Counselor to the President von Donald Trump. Am 12. Januar 2021 trat sie von diesem Amt zurück.

## Leben und Wirken
Hicks wurde am 21. Oktober 1988 in Greenwich im US-Bundesstaat Connecticut geboren. Sie ist die Tochter von Paul Burton Hicks III. und Caye Ann Hicks, geb. Cavender. Bereits als Elfjährige arbeitete Hope Hicks als Model für Ralph Lauren und trat in einer Serie über ein zehnjähriges Mädchen des Magazins The Hourglass Adventures auf. Als Teenager arbeitete sie für Ford Models und wurde auch von Starfotograf Bruce Weber abgelichtet. Sie trat in einer Cameo-Rolle in der Fernsehserie Springfield Story auf. Sie besuchte die Highschool ihres Heimatortes, wo sie sich in den Sportarten Schwimmen, Rudern und Lacrosse engagierte. Außerdem schwamm sie im Greenwich Country Club.
Seit 2008 ist sie für die Republikanische Partei registriert.
Hicks studierte an der Southern Methodist University in Texas und schloss 2010 ihr Bachelor-Studium in Englisch ab. Während ihres Studiums spielte sie weiterhin Lacrosse. Nach ihrem Abschluss arbeitete sie für die PR-Agentur Zeno Group. Bei einem Besuch des Super Bowl stellte Alec Baldwin sie seinem PR-Berater Matthew Hiltzik vor, der sie in seiner Agentur anstellte.
Seit 2012 arbeitete sie als Beraterin und Model für Ivanka Trump und Abteilungen der Trump Organization von Donald Trump, Kunden von Hiltzik. Im August 2014 wechselte Hicks zur Trump Organization in den Trump Tower, wo sie auch wohnte. Nach der Entscheidung Donald Trumps, im Juni 2015 als Bewerber bei der Präsidentschaftswahl 2016 anzutreten, arbeitete sie als Pressesprecherin seiner Präsidentschaftskampagne. Hierbei kam es mehrmals zu Auseinandersetzungen mit Trumps zeitweiligem Wahlkampfmanager Corey Lewandowski. Zeitgleich arbeitete Hicks weiter als Model für Ivanka Trump. Als Lewandowski, der im Juni 2016 von Trump entlassen wurde, sie aufforderte, sich zwischen ihrer neuen Rolle und ihrer Arbeit bei der Trump Organization zu entscheiden, wollte sie ihren Posten als Pressesprecherin zunächst aufgeben, wurde von Donald Trump aber überzeugt weiterzumachen. Zu ihren Aufgaben gehörte es zu entscheiden, welche Medienanfragen an Trump weitergeleitet wurden.
Nach Trumps Wahlsieg wurde Hicks Pressesprecherin des Übergangsteams des designierten US-Präsidenten. Am 22. Dezember 2016 ernannte Trump Hicks zur Direktorin für strategische Kommunikation des Weißen Hauses („White House Director of Strategic Communications“). Laut Medienberichten schrieb sie die Entwürfe für die Tweets des US-Präsidenten.
Im Januar 2017 wurde sie vom Forbes-Magazin in der 30-under-30-Liste genannt.
Am 16. August 2017 setzte Präsident Trump sie als Interims-Kommunikationsdirektorin ein, nachdem der vorherige Inhaber des Postens, Anthony Scaramucci, Anfang des Monats von diesem zurückgetreten war. Neben der Hilfe bei der Suche nach einem Nachfolger bestand ihre Aufgabe vor allem darin, „eine einheitliche Botschaft aus dem Weißen Haus zu orchestrieren und abzustimmen“. Mitte September 2017 trat Hicks offiziell die Nachfolge von Scaramucci an.
Im Dezember 2017 befragte Sonderermittler Robert Mueller Hicks im Rahmen seiner Untersuchung der russischen Einflussnahme auf den US-Wahlkampf zwei Tage lang. Auch vor dem Geheimdienstausschuss des US-Senats sagte sie aus. Am 27. Februar 2018 befragte der Geheimdienstausschuss des US-Repräsentantenhauses Hicks zur Russland-Affäre. Sie verweigerte zahlreiche Antworten und äußerte, sie habe gelegentlich „Notlügen“ (white lies) für Trump erzählt.
Im Februar 2020 kehrte sie als Beraterin ins Weiße Haus zurück. und gilt als enge Trump-Vertraute.
Nachdem sie Anfang Oktober 2020 positiv auf SARS-CoV-2 getestet worden war, wurden auch Trump und seine Ehefrau Melania positiv darauf getestet. Am 16. Oktober nahm sie wieder an einer Wahlkampfveranstaltung des Präsidenten in Ocala in Florida teil.
Am 12. Januar 2021 trat Hicks zurück.

## Familie
Ihr Vater, Paul Burton Hicks III., war juristischer Berater für Stewart McKinney, der 1971 bis 1987 Einwohner des US-Bundesstaats Connecticut im US-Repräsentantenhaus vertrat. Später agierte ihr Vater als leitender Vizepräsident der Unternehmenskommunikation der National Football League und war für die PR-Beratung von Ogilvy & Mather tätig. 2007 spendete er für die Präsidentschaftskampagne von Mitt Romney. Er arbeitet für das PR-Unternehmen Glover Park Group in Washington, D.C.
Ihre Mutter, Caye Ann Hicks, machte einen Abschluss an der University of Tennessee und war als juristische Beraterin für Ed Jones tätig, der Einwohner im Bundesstaat Tennessee im Repräsentantenhaus vertrat.
Ihre Großmutter väterlicherseits, Lucile G. Hicks, war eine Künstlerin, ihr Großvater Paul Burton Hicks Jr. Vizepräsident und Generaldirektor beim Mineralölunternehmen Texaco.
Ihr Großvater mütterlicherseits G. W. Franklin Cavender war Verwaltungsreferent im Landwirtschaftsministerium der Vereinigten Staaten in Washington, D.C. und später Kommunikationsdirektor des Instituts für Agrikultur der University of Tennessee. Ihre Großmutter Marilee B. Cavender war eine Fachkraft für Verbraucherfragen im Verkehrsministerium der Vereinigten Staaten.